# 벨그라비아

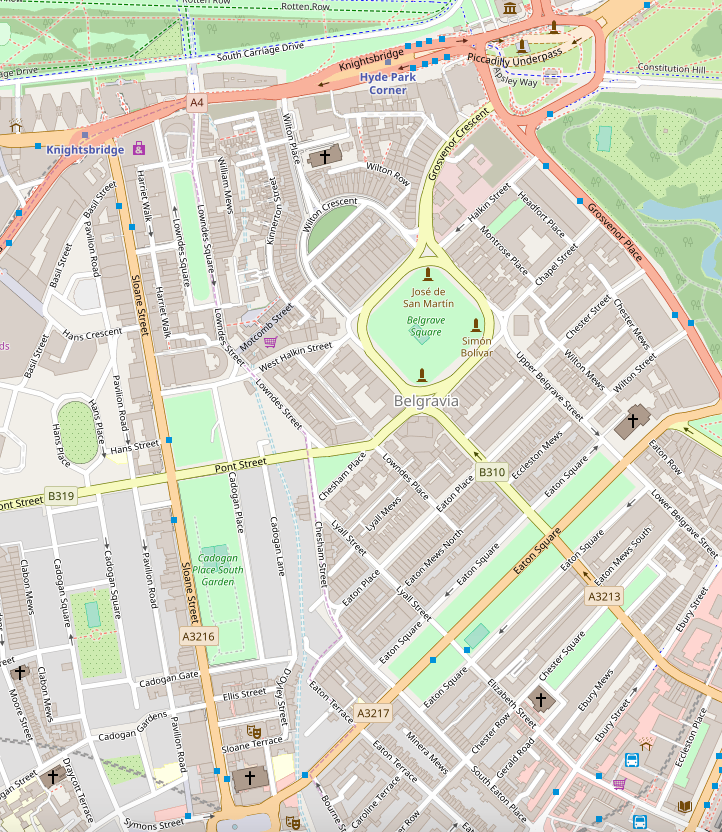
벨그라비아 지도

벨그라비아(영어: Belgravia 벨그레이비아[*], 영어 발음: /bɛlˈɡreɪviə/)는 런던의 한 구역이다.